# Plesiofuro mingshuica
Plesiofuro mingshuica è un pesce osseo estinto, appartenente agli perleidiformi. Visse nel Triassico inferiore (Olenekiano, circa 250 - 248 milioni di anni fa) e i suoi resti fossili sono stati ritrovati in Cina.

## Descrizione
Questo pesce poteva superare i 15 centimetri di lunghezza, ma solitamente non superava i 12. Possedeva un muso smussato e arrotondato, un corpo fusiforme e una pinna caudale biforcuta. L'origine della pinna anale era circa all'altezza dell'inserzione dell'ultimo raggio della pinna dorsale.
Plesiofuro si distingueva dagli altri neotterigi arcaici per una combinazione di caratteristiche: rostrale ampio e dotato di denti; cinque sopraorbitali rettangolari; singolo suborbitale stretto, rettangolare, profondo quanto il dermosfenotico; opercolo leggermente più piccolo del subopercolo; cinque paia di raggi branchiostegi, con la coppia più posteriore lunga il doppio della lunghezza degli altri; osso golare laterale di forma trapezoidale, con due scanalature; pinna dorsale approssimativamente uguale alla pinna anale, composta da 13-14 raggi; 22 raggi principali della pinna caudale; scaglie con superfici lisce; scaglie anteriori laterali con margini posteriori seghettati. 

## Classificazione
Plesiofuro mingshuica venne descritto per la prima volta nel 1993, sulla base di resti fossili rinvenuti nella zona di Beishan in Gansu (Cina) in terreni inizialmente attribuiti al Giurassico ma poi riassegnati al Triassico inferiore. Inizialmente Plesiofuro venne assegnato alla famiglia Caturidae, un gruppo di pesci predatori affini all'attuale Amia calva tipici del Giurassico; in seguito, una ridescrizione dei fossili portò a una riconsiderazione dell'anatomia dell'animale, in cui risultò che Plesiofuro possedeva un insieme di caratteristiche non riscontrabile in alcun gruppo, e non possedeva nemmeno le sinapomorfie degli alecostomi. Altri studi hanno indicato che Plesiofuro potesse essere un neotterigio arcaico, forse ancestrale ai perleidiformi e ai peltopleuriformi (Xu et al., 2015). Studi più recenti hanno indicato invece che Plesiofuro era a tutti gli effetti un perleidiforme, in particolare una forma derivata di Perleididae strettamente imparentato con Meidiichthys (Yuan et al., 2022).